# Hispanomeryx
A Hispanomeryx az emlősök (Mammalia) osztályának párosujjú patások (Artiodactyla) rendjébe, ezen belül a pézsmaszarvasfélék (Moschidae) családjába tartozó fosszilis nem.

## Tudnivalók
A Hispanomeryx-fajok Európában és Ázsiában éltek, hiszen az eddig felfedezett öt fajból négyet Spanyolországban és egyet Kínában fedeztek fel. Ezek az állatok a középső és késő miocén korszakok idején éltek, azaz 13-8 millió évvel ezelőtt. Amikor először felfedezték eme állatokat, a kutatók nem ismerték fel azonnal pézsmaszarvasféléknek, hanem először tülkösszarvúaknak, később pedig kezdetleges zsiráfféléknek vélték; az ok a különleges fogazatuk volt, amely kissé eltér a többi pézsmaszarvasétól. Az elváltozás valószínűleg a táplálékához való alkalmazkodásnak köszönhető. Eddig csak töredékes maradványaik kerültek elő, de ezekből tudjuk, hogy kisebbek voltak, mint a mai pézsmaszarvasok, továbbá meglehet, hogy egyaránt benépesítették a szubtrópusi erdőket és a szárazabb szavannákat is.

## Rendszerezés
A nembe az alábbi 5 faj tartozik:
- Hispanomeryx andrewsi Sánchez et al., 2011 - Kína
- Hispanomeryx aragonensis Azanza, 1986 - Spanyolország
- Hispanomeryx daamsi Sánchez, Domingo & Morales, 2010 - Spanyolország
- Hispanomeryx duriensis Morales, Moyà-Solà & Soria, 1981 - típusfaj; Spanyolország
- Hispanomeryx lacetanus Sánchez et al., 2019 - Spanyolország

## Fordítás
- Ez a szócikk részben vagy egészben  a   Hispanomeryx című angol Wikipédia-szócikk ezen változatának fordításán alapul.  Az eredeti cikk szerkesztőit annak laptörténete sorolja fel. Ez a jelzés csupán a megfogalmazás eredetét és a szerzői jogokat jelzi, nem szolgál a cikkben szereplő információk forrásmegjelöléseként.